# Американска приказка 2: Файвъл покорява запада
„Американска приказка 2: Файвъл покорява запада“ (на английски: An American Tail: Fievel Goes West) е американска анимация от 1991 година на режисьора Фил Нибълник и Саймън Уелс с продуцента Стивън Спилбърг за Амблин Ентъртейнмънт и е анимиран от анимационното студио Amblimation и е пуснат от Юнивърсъл Пикчърс. Продължение на „Американска приказка“ през 1986 г., филмът последва историята на семейство Мишкович, еврейско мише семейство, които емигрират от Дивия запад. В този филм, Файвъл е разделен от семейството си, докато влакът подхожда Американския стар запад, филмът го хронифицира и шерифа Уайли Бърп, който учи Тайгър как да се учи като куче. „Файвъл покорява запада“ е първата продукция за краткотрайното студио Amblimation, студиото, в което Спилбърг наема аниматорите от „Кой натопи заека Роджър“, които работят за този филм.
Докато първият филм е режисиран от Дон Блът, режисирата е поддържана от Фил Нибелник и Саймън Уелс в режисьорските им дебюти за продължението. Филип Глейсър, Дом Делуис, Нимая Персов и Ерика Йон повтарят ролите си от първият филм за „Файвъл покорява запада“. Оригиналната озвучителка на Таня, Ейми Грийн, е сменена от Кати Кавадини, и новите герои са озвучени от Джон Клийз, Ейми Ървинг, Джон Ловиц, и Джеймс Стюарт в неговата последна филмова роля. Джеймс Хорнър се завърна като композитор и написа песента на филма – „Dreams to Dream“ получи номинация „Златен глобус“ за най-добра песен.
Премиерата на филма се състои от „Кенеди Център“ на 17 ноември 1991 г. и е пуснат в Съединените щати на 22 ноември 1991 г. в същия ден, докато „Красавицата и звяра“, което го прави третия път в историята, в които двата анимационни филма са пуснати на същата дата вместо да бъдат разделени, след „Оливър и приятели“ и „Земята преди време“ през 1988 г. и „Малката русалка“ и „Всички кучета отиват в Рая“ през 1989 г.
„Файвъл покорява запада“ е последван от телевизионния сериал на CBS, озаглавен Fievel's American Tails през 1992 г. и двете продължения, издадени директно на видео – „Американска приказка 3: Съкровището на Остров Манхатън“ през 1998 г. и „Американска приказка 4: Мистерията на нощното чудовище“ през 1999 г.

## Актьорски състав
| Актьор        | Роля            |
| ------------- | --------------- |
| Филип Глейсър | Файвъл Мишкович |
| Кати Кавадини | Таня Мишкович   |
| Дом Делуис    | Тайгър          |
| Ейми Ървинг   | Мис Кити        |
| Джеймс Стюарт | Уайли Бърп      |
| Джон Клийз    | Кот Ар Ваул     |
| Джон Ловиц    | Ти Ар Чула      |
| Нимая Персов  | Татко Мишкович  |
| Ерика Йон     | Мама Мишкович   |
| Патрик Пини   | Едно око        |
| Джак Ейнджъл  | Френчи          |
| Дейвид Тейт   | Други гласове   |

## В България
В България филмът е издаден на VHS от Александра Видео на 26 юли 2000 г.
На 16 юли 2013 г. е излъчен по Кино Нова.

### Български дублажи
Синхронен дублаж
| Роля                | Изпълнител |
| ------------------- | --- |
| Файвъл и Таня       | Емилия Копчева |
| Мама Мишкович       | Ива Апостолова |
| Тони Топони         | Даниела Йорданова |
| Тайгър              | Калин Арсов |
| Татко Мишкович      | Пламен Сираков |
| Уайли Бърп          | Росен Плосков |
| Кот Ар Ваул         | Георги Тодоров |
| Вокални изпълнители | Йорданка Илова Виолета Бъчварова Евгения Брайнова Атанас Сребрев Ненчо Балабанов Орлин Павлов Богомил Спиров Кирил Чобанов Цанко Тасев Цветомира Михайлова Десислава Софранова |

| Обработка                                     | Александра Аудио (2000)     |
| --------------------------------------------- | --------------------------- |
| Ръководител                                   | Васил Новаков               |
| Преводач                                      | Христо Христов              |
| Български текст на песните Музикална режисура | Десислава Софранова         |
| Тонрежисьори                                  | Виктор Стоянов Петър Костов |
| Режисьор на дублажа                           | Даниела Горанова            |

Войсоувър дублаж
| Озвучаващи артисти  | Силвия Русинова Петя Миладинова Стефан Сърчаджиев-Съра Силви Стоицов Николай Николов Александър Воронов |
| Преводач            | Захари Генчев                                                                                           |
| Тонрежисьор         | Цветомир Цветков                                                                                        |
| Режисьор на дублажа | Димитър Кръстев                                                                                         |